# جو مگ‌وایر
جو مگ‌وایر (انگلیسی: Joe Maguire؛ زادهٔ ۱۸ ژانویهٔ ۱۹۹۶) بازیکن فوتبال اهل بریتانیا است.
از باشگاه‌هایی که در آن بازی کرده‌است می‌توان به باشگاه فوتبال لیورپول، باشگاه فوتبال لیتون اورینت، باشگاه فوتبال فلیتوود، و باشگاه فوتبال کراولی تاون اشاره کرد.